# Ritasaari (ö i Mellersta Finland, Joutsa, lat 61,77, long 25,71)
Ritasaari är en ö i Finland. Den ligger i sjön Päijänne och i kommunen Luhango i den ekonomiska regionen  Joutsa ekonomiska region  och landskapet Mellersta Finland, i den södra delen av landet, 180 km norr om huvudstaden Helsingfors. Öns area är 4,3 hektar och dess största längd är 430 meter i sydväst-nordöstlig riktning.